# Марилена
Марилена (порт. Marilena) — муниципалитет в Бразилии, входит в штат Парана. Составная часть мезорегиона Северо-запад штата Парана. Находится в составе крупной городской агломерации. Входит в экономико-статистический микрорегион Паранаваи. Население составляет 6779 человек на 2006 год. Занимает площадь 232,366 км². Плотность населения — 29,2 чел./км².
Праздник города — 19 октября.

## Статистика
- Валовой внутренний продукт на 2003 год составляет 34 773 640,00 реалов (данные: Бразильский институт географии и статистики).
- Валовой внутренний продукт на душу населения на 2003 год составляет 5137,95 реалов (данные: Бразильский институт географии и статистики).
- Индекс развития человеческого потенциала на 2000 год составляет 0,738 (данные: Программа развития ООН).